# Pfarrkirche Thaur

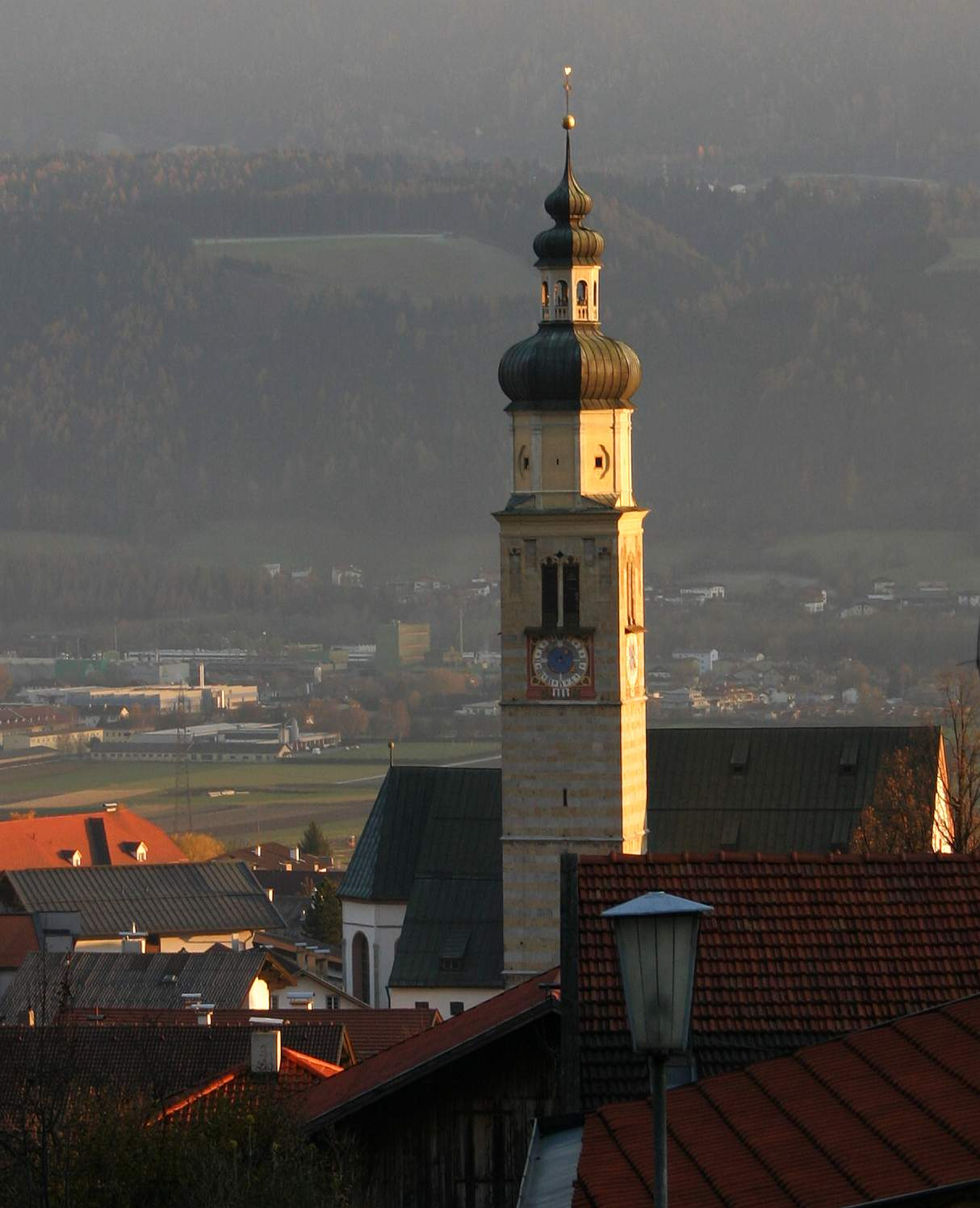
Katholische Pfarrkirche Mariä Himmelfahrt in Thaur

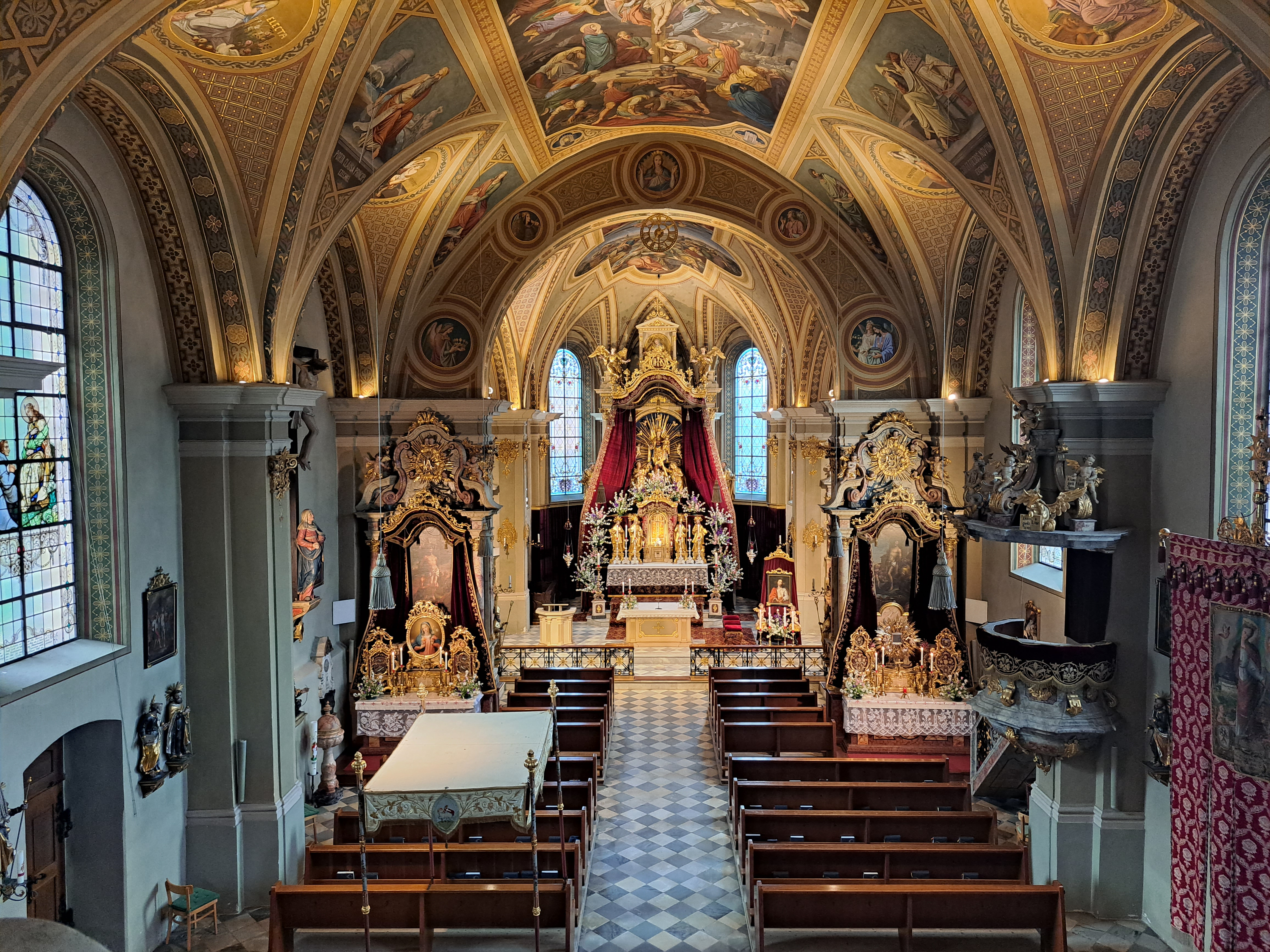
Innenraum Pfarrkirche Thaur im Festtagsschmuck (Herz Jesu 2023)

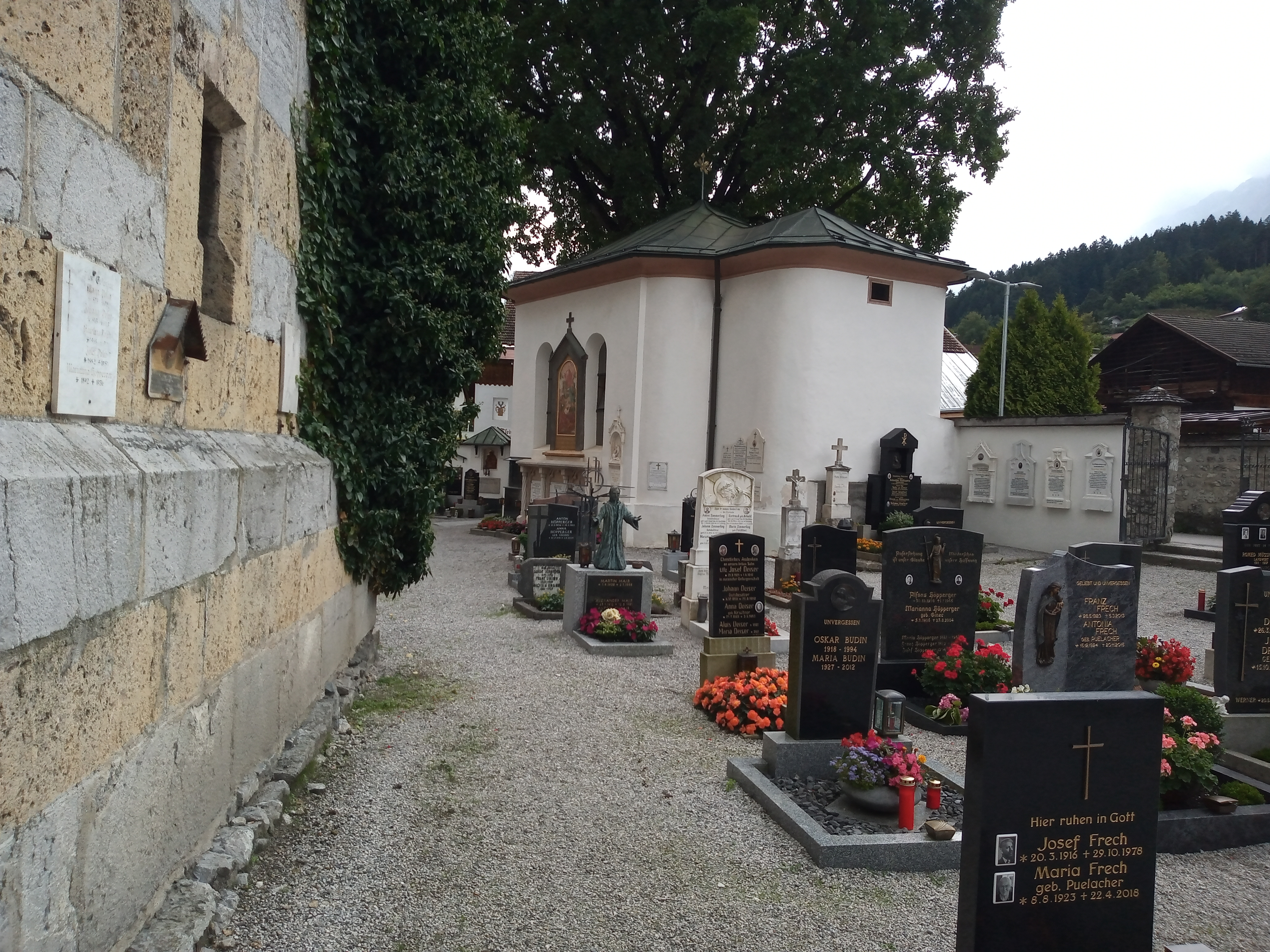
Totenkapelle im Friedhof

Die römisch-katholische Pfarrkirche Thaur steht in der österreichischen Gemeinde Thaur im Bezirk Innsbruck-Land im Bundesland Tirol. Die dem Patrozinium Mariä Himmelfahrt unterstellte Pfarrkirche gehört zum Dekanat Hall in der Diözese Innsbruck. Die Kirche und der Friedhof stehen unter Denkmalschutz (Listeneintrag).

## Geschichte
Urkundlich wurde 1244 eine Kirche genannt. 1487 wurde die Kirche geweiht, 1497 der Chor. Die Seitenaltäre im Querschiff wurden 1770 geweiht.
Der Nordturm wurde 1617 umgestaltet. Der Südturm wurde im 17. Jahrhundert entfernt. Das Kircheninnere wurde 1766 durch Johann Michael Umhauser barock umgestaltet. Von 1878 bis 1880 wurde die Kirche entbarockisiert. Restaurierungen waren 1934, 1959 und 1986 unter Pfarrer Paul Haider.

## Architektur
Das Kirchenäußere zeigt ein hochgiebeliges Langhaus unter einem Satteldach und einen niedrigen eingezogenen Chor mit einer querschiffartigen Vorlage und einen Dreiseitschluss. Der Turm ist im unteren Bereich spätgotisch aus behauenem weißen Kalkstein und Tuffstein in wechselnden Lagen und Gurtgesimse gegliedert. Das Glockengeschoß hat gekoppelte mit Kleeblattbogen endenden Schallfenstern, flankiert von hochrechteckigen Blendnischen. Der Turm trägt über einem profilierten Gesims und gesprengten Giebeln einen Achteckaufsatz mit Eckpilastern, geschweifter Haube und einer doppelzwiebelig bekrönten Laterne. Das Langhaus zeigt dreiviertel hohe breite Strebepfeiler und der Chor Ecklisenen. Die Westfront mit zweifach abgetreppten Strebepfeilern mit Baldachinen in Fialen endend, das Renaissance-Portal hat eine Vorhalle.
Das Kircheninnere zeigt im Emporenjoch die Westempore mit einer gebauchten Brüstung über schlanken Pfeilern, dann das vierjochige Langhaus, und nach einem vorgelegten kurzem Querschiff einen einjochigen Chor, die Stichkappentonnengewölbe ruhen auf pilastergegliederten Wandpfeilern. Die Fenster in den Jochwänden sind rundbogig. Die Wandpfeiler zeigen Rokokostuck und Apostelkreuze aus 1766 und darüber im Querschiff ein durchgehendes verkröpftes Gebälk.
Die Deckenfresken schuf Franz Pernlochner von 1878 bis 1880, Mariä Himmelfahrt, im Querschiff nördlich Maria als Drachentöterin und südlich Maria breitet schützend ihren Mantel über kämpfende Krieger, Kreuzigung, Geburt Christi, hl. Romedius und Dorfbewohner von Thaur, in den Zwickeln Propheten, in den Stichkappen Sibyllen.

## Einrichtung
Den Hochaltar schuf die Kunstwerkstatt Vogel aus Hall mit einem klassizistischen Doppelsäulenaufbau mit waagrechtem Gesims und hochrechteckigen Auszug. Er zeigt anstelle eines Altarblattes die Holzstatue einer barock überarbeiteten spätgotischen Muttergottes mit Kind vor einem Strahlenkranz als tirolerische Arbeit aus dem Ende des 15. Jahrhunderts, die Holzstatue war bis 1650 in der Stadtpfarrkirche St. Jakob zu Innsbruck. Darunter stehen Statuen der Heiligen Dominikus und Katharina von Siena, seitlich die Heiligen Peter und Paul, auf den Konsolen des Altaraufbaus sitzen zwei Engel (Künstler unbekannt) und im Auszug ein Sitzender Gottvater, alle Johann Giner dem Älteren zugeschrieben. Die Predellazone zeigt seitlich die Reliefs das Opfer von Melchisedechs links und das Opfer von Abraham rechts.

## Grabdenkmäler
Außen an der Nordwand
- Grabstein mit liegender Gestalt des Toten zu Jakob Mintinger Anfang des 15. Jahrhunderts.
- Grabstein mit Maria als Fürbitterin der Armen Seelen zu Johann Eggensteiner 1648.
- Grabstein zu Hofbaumeister Johann Michael Umhaus(er) mit Nennung Georg Kirchmayr.

Außen an der Südwand
- Grabstein zu Ferdinand Truefer und Susanne Strozingerin sowie deren Kinder um 1687.